# Marc Emili Lèpid (cònsol 187 i 175 aC)
Marc Emili Lèpid (en llatí: Marcus Aemilius M. F. M. N. Lepidus) va ser un magistrat romà, fill del pretor Marc Emili Lèpid. Formava part de la gens Emília i era de la família dels Lèpid.
Segurament era aquest Lèpid del que es diu que va servir de molt jove a l'exèrcit i va matar un enemic salvant la vida a un ciutadà romà. era un dels tres ambaixadors enviats pels romans l'any 201 aC a la cort egípcia, que havia sol·licitat l'enviament d'un dignatari per administrar el país durant la minoria d'edat de Ptolemeu V Epífanes, i encara que Lèpid era el més jove dels tres enviats sembla que va ser el que va exercir més influència i es parla d'ell com a tutor (com si fos únic) del rei. És possible que romangués a Egipte com a tutor mentre els seus col·legues tornaven a Roma. Era ben considerat, i en nota la seva importància quan va ser enviat com a ambaixador únic a Filip V de Macedònia que per haver iniciat el setge d'Abidos s'enfrontava als romans.
No se sap quant de temps va restar a Egipte, però l'any 199 aC va ser elegit a Roma com un dels pontífexs i és de suposar que per l'elecció havia tornat a la capital, encara que potser després va retornar a Egipte.
L'any 192 aC va ser elegit edil curul, i el 191 aC pretor amb Sicília com a província. El 187 aC, cònsol (després d'haver perdut abans dos comicis) Durant el seu consolat va tenir per col·lega a Gai Flamini, i junts van derrotar els lígurs. Després de vèncer aquest poble, ell i el seu col·lega van continuar la construcció de la Via Flamínia.
L'any 180 aC era nomenat pontífex màxim i el 179 aC censor junt amb Marc Fulvi Nobilior. L'any 175 aC resultà elegit cònsol per segona vegada.
Per sis vegades els censors el van nomenar princeps Senatus. Va morir l'any 152 aC, ja molt gran i ple d'honors. Va deixar dit als seus fills que volia un enterrament senzill, a l'antiga usança, lluny de les exageracions i fastuositats de moda en aquell temps.